# 王守祯
王守祯（1951年11月—），山西省寿阳县人，中华人民共和国官员。王守祯曾任运城市市长、山西省煤炭工业局局长、山西省煤炭工业厅厅长、第十届全国人民代表大会山西地区代表。王守祯现为山西省人民代表大会财政经济委员会副主任委员、山西省煤炭工业协会理事长。

## 生平
1969年3月，不满18岁的王守祯参加工作。1970年，他加入中国共产党。1973年，他成为工农兵大学生，进入北京钢铁学院采矿专业学习。1976年，大学毕业的王守祯回到山西，在榆次的山西省晋中机床厂担任技术员。1978年，他调到山西省晋中行署经济委员会工作。1979年，他被提拔为山西省经济委员会副总工程师。1994年，王守祯改任山西省经济贸易委员会副主任。1998年起，他兼任山西省经济管理干部学院院长（正厅级）。2001年，王守祯离开太原，到运城市担任中共运城市委副书记、市长。2004年4月13日，王守祯接替张崇慧，出任山西省煤炭工业局局长、党组书记。2009年，山西省人民政府改革政府机构，撤销山西省煤炭工业局，以原山西省煤炭工业局为基础、合并山西省经济委员会等机构与煤炭相关的职责，新设山西省煤炭工业厅。2009年6月4日，山西省人民代表大会常务委员会正式通过任命，王守祯担任山西省煤炭工业厅厅长，他同时担任煤炭工业厅党组书记。2011年，王守祯将满60岁。9月30日，山西省煤炭厅干部大会上，中共山西省委组织部决定让吴永平接替王守祯出任省煤炭厅党组书记。2011年12月1日，第十一届山西省人民代表大会常务委员会第二十六次会议决定，免去王守祯山西省煤炭工业厅厅长职务，由吴永平接任。会上，王守祯和王晓勇被任命为山西省人民代表大会财政经济委员会副主任委员。王守祯还担任了山西省煤炭工业协会理事长。